# Tweede Kamerverkiezingen in het kiesdistrict Rheden

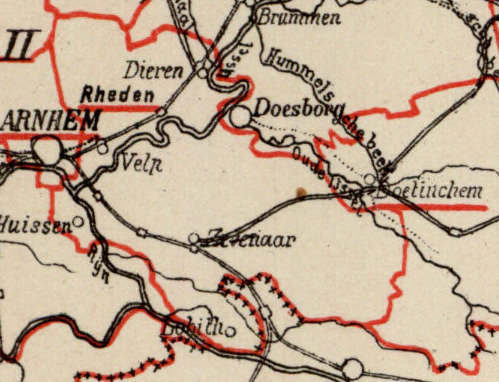
Kiesdistrict Rheden (1888)

Tweede Kamerverkiezingen in het kiesdistrict Rheden geeft een overzicht van verkiezingen voor de Nederlandse Tweede Kamer in het kiesdistrict Rheden in de periode 1888-1918.
Het kiesdistrict Rheden werd ingesteld na de grondwetsherziening van 1887. Tot het kiesdistrict behoorden de volgende gemeenten: Angerlo, Bergh, Didam, Duiven, Herwen en Aerdt, Huissen, Rheden, Rosendaal, Wehl, Westervoort en Zevenaar.
Het kiesdistrict Rheden vaardigde in deze periode per zittingsperiode één lid af naar de Tweede Kamer. 
Legenda
- vet: gekozen als lid van de Tweede Kamer.

## 6 maart 1888
De verkiezingen werden gehouden na vervroegde ontbinding van de Tweede Kamer.
|                  | 6 maart |
| ---------------- | ------- |
| Kiesgerechtigden | 2.998   |
| Opkomst          | 2.655   |
| Geldige stemmen  | 2.635   |
| Blanco stemmen   | 9       |
| Kandidaten       |         |
| M.J.C.M. Kolkman | 1.671   |
| E. Brantsen      | 651     |
| Æ. Mackay        | 297     |

## 9 juni 1891
De verkiezingen werden gehouden na ontbinding van de Tweede Kamer.
|                     | 9 juni |
| ------------------- | ------ |
| Kiesgerechtigden    | 3.066  |
| Opkomst             | 1.780  |
| Geldige stemmen     | 1.657  |
| Blanco stemmen      | 118    |
| Kandidaten          |        |
| M.J.C.M. Kolkman    | 1.346  |
| C.M. Brantsen       | 175    |
| B. Cuperus          | 50     |
| A.A.E.J.R. Brantsen | 42     |

## 10 april 1894
De verkiezingen werden gehouden na vervroegde ontbinding van de Tweede Kamer.
|                    | 10 april |
| ------------------ | -------- |
| Kiesgerechtigden   | 3.114    |
| Opkomst            | 1.321    |
| Geldige stemmen    | 1.279    |
| Blanco stemmen     | 37       |
| Kandidaten         |          |
| M.J.C.M. Kolkman   | 1.058    |
| H.J.A.M. Schaepman | 156      |

## 15 juni 1897
De verkiezingen werden gehouden na ontbinding van de Tweede Kamer.
|                  | 15 juni |
| ---------------- | ------- |
| Kiesgerechtigden | 6.417   |
| Opkomst          | 5.094   |
| Geldige stemmen  | 4.934   |
| Blanco stemmen   | 160     |
| Kandidaten       |         |
| M.J.C.M. Kolkman | 3.136   |
| P. van Vliet     | 1.152   |
| C.W. Vrijland    | 646     |

## 14 juni 1901
De verkiezingen werden gehouden na ontbinding van de Tweede Kamer.
|                  | 14 juni |
| ---------------- | ------- |
| Kiesgerechtigden | 6.419   |
| Opkomst          | 3.867   |
| Geldige stemmen  | 3.781   |
| Blanco stemmen   | 86      |
| Kandidaten       |         |
| M.J.C.M. Kolkman | 2.811   |
| B. Cuperus       | 970     |

## 16 juni 1905
De verkiezingen werden gehouden na ontbinding van de Tweede Kamer.
|                  | 16 juni |
| ---------------- | ------- |
| Kiesgerechtigden | 7.056   |
| Opkomst          | 4.406   |
| Geldige stemmen  | 4.333   |
| Blanco stemmen   | 73      |
| Kandidaten       |         |
| M.J.C.M. Kolkman | 3.223   |
| K. Eland         | 1.110   |

## 3 maart 1908
Maximilien Kolkman, gekozen bij de verkiezingen van 16 juni 1905, trad op 11 februari 1908 af vanwege zijn toetreding tot het op 12 februari 1908 - na een kabinetscrisis - aangetreden kabinet-Heemskerk. Om in de ontstane vacature te voorzien werd een tussentijdse verkiezing gehouden.
|                                    | 3 maart |
| ---------------------------------- | ------- |
| Kiesgerechtigden                   | 7.562   |
| Kandidaten                         |         |
| J.W.J.C.M. van Nispen tot Sevenaer |         |

Van Nispen tot Sevenaer was de enige kandidaat; hij werd zonder nadere stemming gekozen verklaard.

## 11 juni 1909
De verkiezingen werden gehouden na ontbinding van de Tweede Kamer.
|                                    | 11 juni |
| ---------------------------------- | ------- |
| Kiesgerechtigden                   | 7.609   |
| Kandidaten                         |         |
| J.W.J.C.M. van Nispen tot Sevenaer |         |

Van Nispen tot Sevenaer was de enige kandidaat; hij werd zonder nadere stemming gekozen verklaard.

## 17 juni 1913
De verkiezingen werden gehouden na ontbinding van de Tweede Kamer.
|                                    | 17 juni |
| ---------------------------------- | ------- |
| Kiesgerechtigden                   | 8.548   |
| Opkomst                            | 5.888   |
| Geldige stemmen                    | 5.739   |
| Blanco stemmen                     | 149     |
| Kandidaten                         |         |
| J.W.J.C.M. van Nispen tot Sevenaer | 4.564   |
| L.M. Hermans                       | 1.175   |

## 6 februari 1917
Joseph van Nispen tot Sevenaer, gekozen bij de verkiezingen van 17 juni 1913, overleed op 10 januari 1917. Om in de ontstane vacature te voorzien werd een tussentijdse verkiezing gehouden.
|                   | 6 februari |
| ----------------- | ---------- |
| Kiesgerechtigden  | 9.352      |
| Kandidaten        |            |
| J.R.H. van Schaik |            |

Van Schaik was de enige kandidaat; hij werd zonder nadere stemming gekozen verklaard.

## 15 juni 1917
De verkiezingen werden gehouden na ontbinding van de Tweede Kamer.
|                   | 15 juni |
| ----------------- | ------- |
| Kiesgerechtigden  | 9.404   |
| Kandidaten        |         |
| J.R.H. van Schaik |         |

De zeven in de vorige Tweede Kamer vertegenwoordigde partijen hadden afgesproken in elkaars kiesdistricten geen tegenkandidaten te stellen. Van Schaik was derhalve de enige kandidaat; hij werd zonder nadere stemming gekozen verklaard.

## Opheffing
De verkiezing van 1917 was de laatste verkiezing voor het kiesdistrict Rheden. In 1918 werd voor verkiezingen voor de Tweede Kamer overgegaan op een systeem van evenredige vertegenwoordiging met kandidatenlijsten van politieke partijen.